# Aurore Auteuil
Aurore Auteuil (1980) is een Frans actrice. Ze is de dochter van Anne Jousset en Daniel Auteuil. 

## Filmografie

### Televisie
- Julie Lescaut (2003)
- Avocats & associés (2003)
- Ange de feu (2006)
- Chat bleu, chat noir (2007)
- Je nous aime beaucoup (2007)
- L'amour dans le sang (2008)
- Nicolas Le Floch (2008)

### Film
- The Closet (2001)
- Nathalie... (2003)
- Confidences trop intimes (2004)
- 36 Quai des Orfèvres (2004)
- Les Soeurs fâchées	(2004)
- Comme t'y es belle! (2006)